# Comuna Dârvari, Mehedinți
Dârvari este o comună în județul Mehedinți, Oltenia, România, formată din satele Dârvari (reședința) și Gemeni.

## Demografie
Componența etnică a comunei Dârvari
     Români (86,32%)
     Romi (1,96%)
     Alte etnii (0%)
     Necunoscută (11,72%)
Componența confesională a comunei Dârvari
     Ortodocși (88,04%)
     Alte religii (0,05%)
     Necunoscută (11,91%)
Conform recensământului efectuat în 2021, populația comunei Dârvari se ridică la 2.090 de locuitori, în scădere față de recensământul anterior din 2011, când fuseseră înregistrați 2.490 de locuitori. Majoritatea locuitorilor sunt români (86,32%), cu o minoritate de romi (1,96%), iar pentru 11,72% nu se cunoaște apartenența etnică. Din punct de vedere confesional, majoritatea locuitorilor sunt ortodocși (88,04%), iar pentru 11,91% nu se cunoaște apartenența confesională.

## Politică și administrație
Comuna Dârvari este administrată de un primar și un consiliu local compus din 11 consilieri. Primarul, Claudiu-Ionuț Gîrgă[*], de la Partidul Social Democrat, este în funcție din 2016. Începând cu alegerile locale din 2024, consiliul local are următoarea componență pe partide politice:
|  | Partid                   | Consilieri | Componența Consiliului | Componența Consiliului | Componența Consiliului | Componența Consiliului | Componența Consiliului | Componența Consiliului | Componența Consiliului | Componența Consiliului | Componența Consiliului | Componența Consiliului | Componența Consiliului |
|  | ------------------------ | ---------- | ---------------------- | ---------------------- | ---------------------- | ---------------------- | ---------------------- | ---------------------- | ---------------------- | ---------------------- | ---------------------- | ---------------------- | ---------------------- |
|  | Partidul Social Democrat | 11         |                        |                        |                        |                        |                        |                        |                        |                        |                        |                        |                        |